# Былбас, Василий Андреевич
Василий Андреевич Былбас (1906, Славянск, Бахмутский уезд, Екатеринославская губерния — 28 мая 1966, Ташкент, Узбекская ССР, СССР) — советский партийный деятель, секретарь ЦК КП(б) Узбекистана. Член Бюро ЦК КП(б) Узбекистана. Депутат Верховного Совета СССР 2-го и 4-го созывов.

## Биография
Родился в семье рабочего-мастильника. В 1920 году вступил в комсомол.
В марте 1922 — мае 1924 г. — ответственный секретарь Сергиевского районного отделения союза «Всеробітземліс» Бахмутского округа.
В августе 1924 — феврале 1927 г. — ученик рабочего факультета Донецкого института народного образования в городе Луганске, окончил первый курс института.
Член ВКП(б) с декабря 1926 года.
В марте 1927 — ноябре 1928 г. — заведующий отделом агитации, пропаганды и печати Ново-Никольского районного комитета ВКП(б) Тульской губернии. В ноябре 1928 — июле 1929 г. — старший инспектор Тульского губернского политпросвета.
В июле 1929 — январе 1930 г. — заведующий отделом агитации, пропаганды и печати Каганского районного комитета КП(б) Узбекистана. В январе 1930 — январе 1931 г. — инструктор Бухарского окружного комитета КП(б) Узбекистана. В январе 1931 — июле 1932 г. — редактор газеты «Колхозная правда» поселка Мирзачуль Узбекской ССР. В июле 1932 — феврале 1933 г. — заведующий организационного отдела Бек-Будинского районного комитета КП(б) Узбекистана. В феврале — марте 1933 г. — заведующий организационного отдела Джизакского районного комитета КП(б) Узбекистана. В марте — августе 1933 г. — заведующий организационного отдела Янги-Юльского районного комитета КП(б) Узбекистана.
В октябре 1933 — январе 1935 г. — начальник Политического отдела Беш-Арыкской машинно-тракторной станции Узбекской ССР. В феврале 1935 — декабре 1937 г. — 2-й секретарь Ленинского районного комитета КП(б) Узбекистана. В декабре 1937 — феврале 1938 г. — начальник хлопкового управления Народного комиссариата земледелия Узбекской ССР.
В феврале 1938 — феврале 1940 г. — 2-й секретарь Организационного бюро ЦК КП(б) Узбекистана по Бухарской области, 2-й секретарь Бухарского областного комитета КП(б) Узбекистана. В феврале 1940 — марте 1941 г. — 2-й секретарь Ферганского областного комитета КП(б) Узбекистана.
В марте 1941 — январе 1950 г. — секретарь ЦК КП(б) Узбекистана.
В январе 1950 — феврале 1951 г. — слушатель курсов первых секретарей обкомов при ЦК ВКП(б) в Москве.
В феврале 1951 — марте 1955 г. — 1-й заместитель, заместитель председателя Совета Министров Узбекской ССР.
В марте 1955 — октябре 1965 г. — министр мелиорации и водного хозяйства Узбекской ССР.
Умер в Ташкенте 28 мая 1966 года. Похоронен на Боткинском городском кладбище.

## Награды
- Орден Ленина (26 декабря 1944)
- Орден Трудового Красного Знамени (21 января 1939) — за выдающиеся успехи в сельском хозяйстве и особенно за перевыполнение плана по хлопку
- Орден Трудового Красного Знамени (11 января 1957)

- Медали
- Заслуженный ирригатор Узбекской ССР